# 大昭寺无字碑

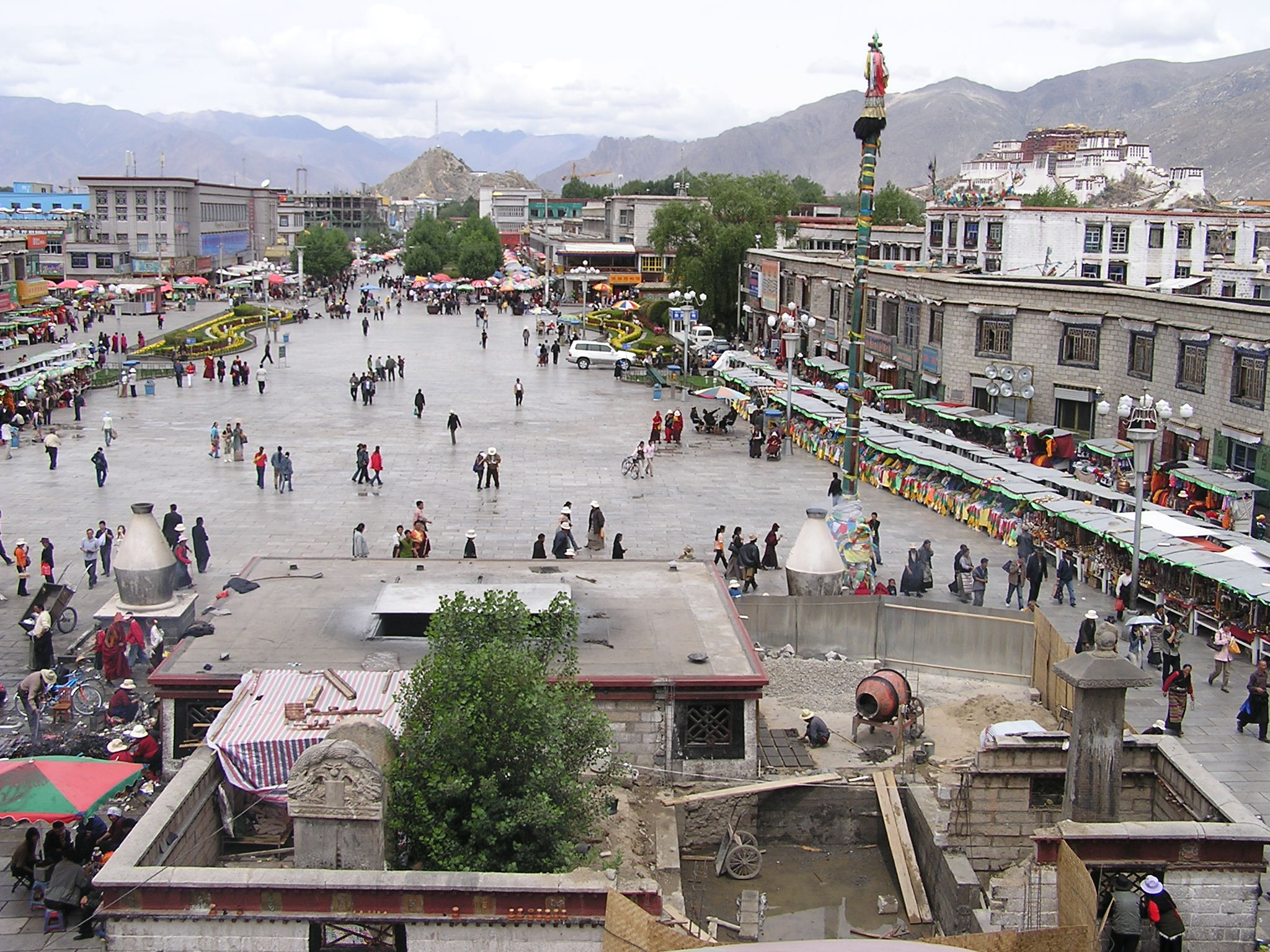
大昭寺广场，右下角为唐蕃会盟碑，左下角小围墙内带螭首的石碑为劝人恤出痘碑，其后侧为大昭寺无字碑，旁为公主柳

大昭寺无字碑是位于西藏自治区拉萨市大昭寺门前的一通无字碑。

## 简介
唐蕃会盟碑南侧数米处，前后排列有两通石碑，前面为劝人恤出痘碑，后面的则是一通无字碑。根据碑制分析，该无字碑约为明朝时所立。
无字碑上无任何文字或符号。据拉萨老城区居民说，相传无字碑是为纪念修建大昭寺的工匠们而立。2013年，唐蕃会盟碑、劝人恤出痘碑、无字碑修缮完毕，重新对外开放。